# 哈娜·博布科娃
哈娜·博布科娃（捷克語：Hana Bobková，1929年2月19日—2017年7月1日），捷克女子竞技体操运动员。她曾代表捷克斯洛伐克参加1952年夏季奥林匹克运动会体操比赛，获得女子团体全能铜牌。